# Pedro de Cordoba
Pedro de Cordoba (New York, 28 september 1881 - Los Angeles, 16 september 1950) was een Amerikaanse acteur.

## Biografie
De Cordoba werd geboren als Pietro de Cordoba in New York op 28 september 1881. Hij was van Frans-Cubaanse afkomst. Hij was een klassiek geschoolde theateracteur die toegaf dat hij minder van stomme films hield dan van toneelspelen, hoewel hij een uitgebreide carrière had in het tijdperk van de stomme film.
Zijn eerste film was Cecil B. DeMille's versie van Carmen uit 1915, en al snel werd hij een vaste hoofdrolspeler in Hollywood. Tijdens zijn Broadway-carrière speelde hij samen met toneelactrices als Jane Cowl en Katharine Cornell.

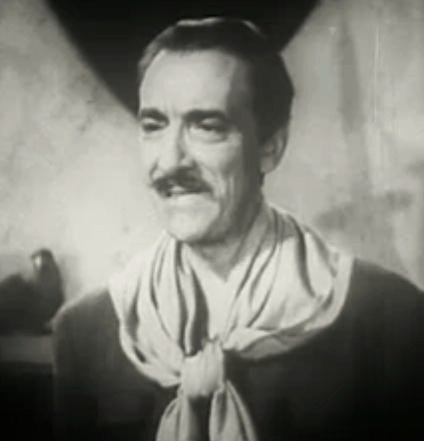
De Cordoba in Escape to Paradise (1939)

In het geluidstijdperk maakte zijn diep resonerende stem hem perfect geschikt voor geluidsfilms en was hij actief als karakteracteur in Hollywood van midden jaren dertig tot het einde van zijn leven. Hij werd vaak gecast voor aristocratische of geestelijke personages van Latijns-Amerikaanse afkomst, zoals in The Keys of the Kingdom uit 1944, vanwege zijn achternaam en zijn koninklijke voorkomen. In zeldzame gevallen werd hij gecast voor de rol van een schurk. De laatste film waarin hij speelde was Crisis uit 1950, een politiek drama dat zich afspeelt in een niet nader genoemde Zuid-Amerikaanse dictatuur. Deze film werd kort na zijn dood uitgebracht.
Van 1917 tot 1921 was De Cordoba getrouwd met Antoinette Glover. In 1928 trouwde hij met Eleanor M. Nolan, met wie hij zes kinderen kreeg. Zijn tweede huwelijk hield stand tot zijn dood in 1950. Hij was een vroom katholiek en was een tijdlang voorzitter van de Catholic Actors Guild of America. De Cordoba overleed op 16 september 1950 in Los Angeles op 68-jarige leeftijd.